# Polyrhachis fulgens
Polyrhachis fulgens är en myrart som beskrevs av Hugo Viehmeyer 1912. Polyrhachis fulgens ingår i släktet Polyrhachis och familjen myror. Inga underarter finns listade i Catalogue of Life.